# جياكومو تولي
جياكومو تولي (بالإيطالية: Giacomo Tulli)‏ هو لاعب كرة قدم إيطالي في مركز الهجوم، ولد في 24 أكتوبر 1987 في فيرمو في إيطاليا. لعب مع نادي أنكونا ونادي بيزا ونادي تشيزينا ونادي ريميني ونادي سودتيرول.